# Dimitri Balachoff
Pour les articles homonymes, voir Balachoff.
Dimitri Balachoff (pseudonyme Hugo Brolle), né le 13 novembre 1925 dans la commune bruxelloise d'Ixelles et mort le 2 décembre 2005, est programmateur de cinéma, critique, animateur culturel et chef d'entreprise dans le domaine de l'audiovisuel belge.
De formation musicale, journaliste littéraire à la radio belge puis critique cinématographique dans divers médias belges, Dimitri Balachoff est un des défenseurs du cinéma belge qu'il sait critiquer quand il s'agit de la politique officielle. 

## Biographie
Dimitri Balachoff est fils de Boris Balachoff et neveu de l'actrice Tania Balachova.  Son père était propriétaire de salles de cinéma où se sont tenues les premières séances du "Club de l'Écran", l'ancêtre du Musée du cinéma de Bruxelles où Dimitri est engagé à l'âge de 19 ans par André Thirifays, comme membre du jury du premier Festival mondial du film et des beaux-arts de Belgique en 1947, à la Cinémathèque où il deviendra administrateur. Avec René Micha et Henri d'Ursel, il introduit les films à L'Écran du Séminaire des Arts au Palais des Beaux-Arts de Bruxelles.

## Carrière à la télévision
Balachoff est d'abord chef d'orchestre, puis il touche au journalisme musical, mais aussi littéraire, puis cinématographique, en inaugurant à la télévision belge le Ciné-club de minuit – émission encore présente dans toutes les mémoires des cinéphiles –, qu'il programme et présente pendant près de vingt ans (au cours des années 1960-1970). Il présente, en parallèle, pendant plusieurs années, l'émission consacrée au cinéma sur le troisième programme (radio culturelle) de la RTB. Dimitri Balachoff a aussi créé, en mars 1972, l'émission de débat L'Écran témoin, qu'il anime la première saison. Il passera, dans les années 1980, par RTL-Télé-Luxembourg, où il présentera le film de fin de soirée du samedi et les émissions consacrées au cinéma, notamment lors de la période du Festival du cinéma de Bruxelles.

## Cinéphile
Directeur du laboratoire cinématographique bruxellois Meuter-Titra, le plus important de Belgique, où sont passés les films d'André Delvaux et des frères Dardenne, mais aussi de la grande majorité des cinéastes belges entre 1955 et 2005. On lui attribue d'avoir consenti des facilités de crédit (remise tarifaire, délai de payement) à des cinéastes en proie aux défauts de payement de l'État (Chantal Akerman, Jean Delire, Jean Coignon, Jean-Marie Piquint, Norbert Benoit et quelques autres). On peut y voir l'influence de sa cinéphilie et de  son soutien au cinéma belge qu'il maintint toute sa vie malgré la situation difficile des laboratoires belges de cinéma (qui n'ont jamais eu, dans le passé, un débit d'affaires comparables à celui de leurs concurrents français). Le laboratoire de Balachoff a aussi exécuté des travaux de tirage de copies et de rénovation de négatifs et de copies pour la Cinémathèque royale de Belgique dirigée par Jacques Ledoux, organisateur du Festival du Film expérimental de Knokke. 
Dimitri Balachoff a utilisé le service des trucages de Meuter pour réaliser sous le pseudonyme de Hugo Brol quelques essais de courts métrages expérimentaux (Autosprint, Recherche sur la rétine et le tympan…) Il fonde le Festival du Film International de Bruxelles et des associations professionnelles.